# کاتچین
کاتچین یا کتیچین‎/ˈkætɪtʃɪn/‎ (به انگلیسی: Catechin) یک فلاوان-۳-ال، یک نوع فنل و آنتی‌اکسیدان طبیعی و متابولیت ثانویه یک گیاه است. به گروه فلاوان-۳-ال (یا به‌طور ساده فلاونول‌ها) بخشی از خانواده زردینه تعلق دارد.
نام خانواده شیمیایی کتیچین از کَتِیچو گرفته شده‌است، که آب مازویی یا عصاره جوشیدهٔ میموسا کتچو سنگالیا کتچو)است.
در چای سبز به نسبت چای سیاه کاتچین‌ها به مقدار قابل ملاحظه‌ای یافت می‌شوند. پلی فنول‌ها رایج‌ترین آنتی‌اکسیدان‌های مواد غذایی هستند و از طریق مهار رادیکال‌های آزاد نقش مهمی در پیشگیری از بیماری‌های مزمن از جمله سرطان دارند. رادیکال‌های آزاد با حمله به غشای سیتوپلاسمی سلول و نابود کردن آن، به DNA داخل سلول دسترسی پیدا می‌کنند و از طریق تغییر DNA باعث سرطان می‌شوند. پلی‌فنول‌ها علاوه بر نابود کردن رادیکال‌های آزاد با تسریع مرگ سلول‌های سرطانی از سلول‌های سالم نیز حفاظت می‌کنند.